# Taraxacum commixtum
Taraxacum commixtum là một loài thực vật có hoa trong họ Cúc. Loài này được G.E.Haglund miêu tả khoa học đầu tiên.